# Otto Hellwig (SS-Mitglied)
Otto Hellwig (* 24. Februar 1898 in Nordhausen; † 20. August 1962 in Hannover) war ein deutscher Polizist. Er war SS-Gruppenführer (1944) und ein Generalleutnant der Polizei (1944) sowie SS- und Polizeiführer (SSPF).

## Leben
Hellwig, der als Soldat am Ersten Weltkrieg teilnahm, wurde nach Kriegsende Mitglied der Sturmabteilung Roßbach. Er war von Beruf Polizist und bei der preußischen Schutzpolizei tätig. Ab Ende der 1920er Jahre arbeitete er bei der Polizeiverwaltung Bielefeld im Regierungsbezirk Minden und wurde Anfang der 1930er Jahre zum Hauptmann der Polizei befördert. Ab 1934 war er Kommandant der Landespolizei Lippe. Hellwig trat zum 1. Mai 1933 der NSDAP (Mitgliedsnummer 2.155.331) und im Juli 1935 der SS bei (SS-Nummer 272.289).

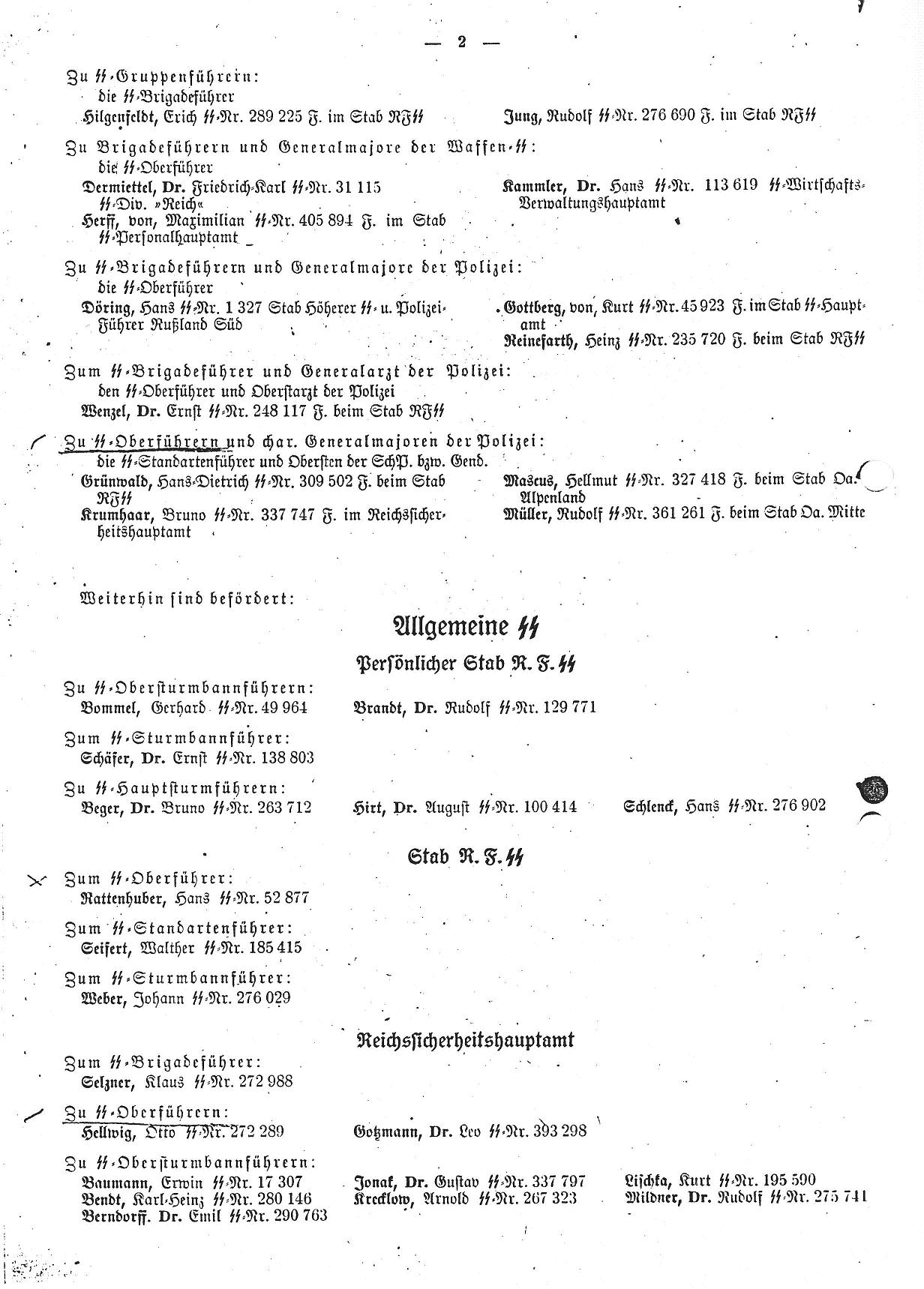
Beförderung zum SS-Oberführer an Hitlers Geburtstag 1942 im SS-Verordnungsblatt

Von 1935 bis 1937 war er Leiter der Gestapo in Breslau und danach bis März 1941 Kommandeur der Führerschule der Sicherheitspolizei in Berlin-Charlottenburg. Hellwig war Ausbilder und Kommandeur eines Einsatzkommandos der Einsatzgruppe z. b. V. unter Udo von Woyrsch, die mit dem Überfall auf den Sender Gleiwitz im Rahmen des Unternehmens Tannenberg den Überfall auf Polen vorbereitete. Während des Überfalls auf den Sender führte er die „polnische“ Angreifergruppe. Nach einer kurzzeitigen Tätigkeit als Leiter der Gestapo in Kattowitz 1940, war er von März 1941 bis Oktober 1942 als Inspekteur der Sicherheitspolizei und des SD (IdS) in Stettin tätig.
Von Ende Oktober 1942 bis Mai 1943 war er SS- und Polizeiführer (SSPF) in Shitomir und danach SSPF Bialystok bis Juli 1944. Unter seiner Führung zerstörten SS und Polizei von November 1942 bis Anfang 1943 im Rahmen von Partisanenunternehmungen 108 Dörfer und ermordeten außer den nicht erfassten Feindtoten weitere 2.336 Menschen. Ab Dezember 1944 war er stellvertretender Führer des SS-Oberabschnitt „Nordost“ und zusätzlich ab Januar 1945 stellvertretender Höherer SSPF „Nordost“ mit Dienstsitz Königsberg bis Mai 1945.
Nach Kriegsende wurde Hellwig interniert. Über seine Entnazifizierung ist nichts bekannt, wegen der Morde wurde gegen ihn nicht ermittelt. Hellwig schrieb Anfang der 1950er Jahre seine Sicht der deutschen Besetzung Polens nieder. Er starb im August 1962 in Hannover.

## Auszeichnungen
| Hellwigs Polizei- und SS-Ränge | Hellwigs Polizei- und SS-Ränge                   |
| Datum                          | Rang                                             |
| ------------------------------ | ------------------------------------------------ |
| Juli 1935                      | SS-Hauptsturmführer                              |
| November 1936                  | SS-Sturmbannführer                               |
| April 1937                     | SS-Obersturmbannführer                           |
| Oktober 1941                   | SS-Standartenführer                              |
| April 1942                     | SS-Oberführer                                    |
| Januar 1943                    | SS-Brigadeführer und Generalmajor der Polizei    |
| Dezember 1944                  | SS-Gruppenführer und Generalleutnant der Polizei |

- Kriegsverdienstkreuz (1939) II. und I. Klasse mit Schwertern
- Bandenkampfabzeichen in Bronze
- Goldenes Parteiabzeichen der NSDAP
- SS-Ehrendegen
- Totenkopfring der SS
- SS-Dienstauszeichnungen